# Micromus parallelus
Micromus parallelus is een insect uit de familie van de bruine gaasvliegen (Hemerobiidae), die tot de orde netvleugeligen (Neuroptera) behoort. 
Micromus parallelus is voor het eerst wetenschappelijk beschreven door Navás in 1936.